# دارسي (وحدة)
دارسي أو مللي دارسي هي وحدة قياس لنفاذية التربة سميت باسم العالم الذي اكتشفها هنري دارسي. لا تعد الدارسي من ضمن نظام الوحدات الدولي ولكنها تستخدم على نطاق واسع في هندسة البترول والجيولوجيا. كسائر الوحدات المختصة بنفاذية التربة، وحدات الدارسي مثل وحدات المساحة.

## تعريف
يقصد بالدارسي عددا من وحدات القياس المختلفة فمثلا الوسيط ذو نفاذية 1 دارسي، يسمح بسريان قدره 1 سم³/ثانية لمائع لزوجته 1 سنتي بواز في الثانية تحت 1 ضغط جوي/سم في مقطع مساحته 1 سم². يساوي المللي دارسي 0.001 دارسي.
تقيس النفاذية قدرة الموائع على السريان بين الصخور (أو أي وسيط ذو نفاذية أخر). تعرف وحدة الدارسي باستخدام قانون دارسي والذي يمكن أن يكتب كالتالي:
{\displaystyle v={\frac {\kappa \Delta P}{\mu \Delta x}}}
حيث:
- {\displaystyle v}: معدل سريان المائع في الوسيط.
- {\displaystyle \kappa }: نفاذية الوسيط.
- {\displaystyle \mu }: اللزوجة الديناميكية للمائع.
- {\displaystyle \Delta P}: فرق الضغط.
- {\displaystyle \Delta x}: سمك الوسيط.

## أصل الوحدة
سميت الدارسي على اسم هنري دارسي. غالبا ما تمثل نفاذية الصخور بالملي دارسي لأن الصخور الموجودة في خزانات ماء وبترول غالبا ما تكون لها نفاذية في مدى 5 إلى 500 مللي دارسي، وهو جزء بسيط جدا من الدارسي.
يأتي هذا المزيج الغريب من الوحدات من دراسات هنري دارسي عن سريان الماء خلال أعمدة من ارمال. لزوجة الماء 1.0019 سنتي بواز تقريبا في درجة حرارة الغرفة.

## التحويلات
للتحويل إلى نظام الوحدات الدولي، يساوي الواحد دارسي 9.869233×10−13 متر² أو 0.9869233 ميكرومتر². غالبا ما يقرب هذا الرقم إلى 1 ميكرومتر².